# Matthew Rhys
Matthew Rhys Evans (Cardiff, 8 november 1974) is een Welsh acteur. Hij debuteerde in 1997 op het witte doek als Boyo in het Britse House of America. Sindsdien speelde hij in meer dan 25 (televisie)films; zoals Brothers & Sisters en The Americans. Rhys is sinds 2020 ook bekend als de privé-detective/advocaat Perry Mason in de gelijknamige serie die werd uitgezonden op HBO. 

## Filmografie
*Exclusief 5+ televisiefilms
| - IF (2024, stem) - A Beautiful Day in the Neighborhood (2019) - The Post (2017) - Burnt (2015) - Looking Over: The Edge of Love (2008) - The Edge of Love (2008) - Virgin Territory (2007) - Love and Other Disasters (2006) - Fakers (2004) - Y Mabinogi (2003, stem) - Deathwatch (2002) - The Abduction Club (2002) | - Shooters (2002) - The Lost World (2001, televisiefilm) - Tabloid (2001) - Peaches (2000) - The Testimony of Taliesin Jones (2000) - Sorted (2000) - Titus (1999) - Whatever Happened to Harold Smith? (1999) - Heart (1999) - Elizabeth (1998) - House of America (1997) |

## Televisieseries
*Exclusief eenmalige gastrollen
- Perry Mason - Perry Mason (2020–, zestien afleveringen)
- The Americans - Philip Jennings (2013-2018, 75 afleveringen)
- Brothers & Sisters - Kevin Walker (2006-2011, 109 afleveringen)
- Backup - PC Steve 'Hiccup' Higson (1997, zes afleveringen)